# 平田村

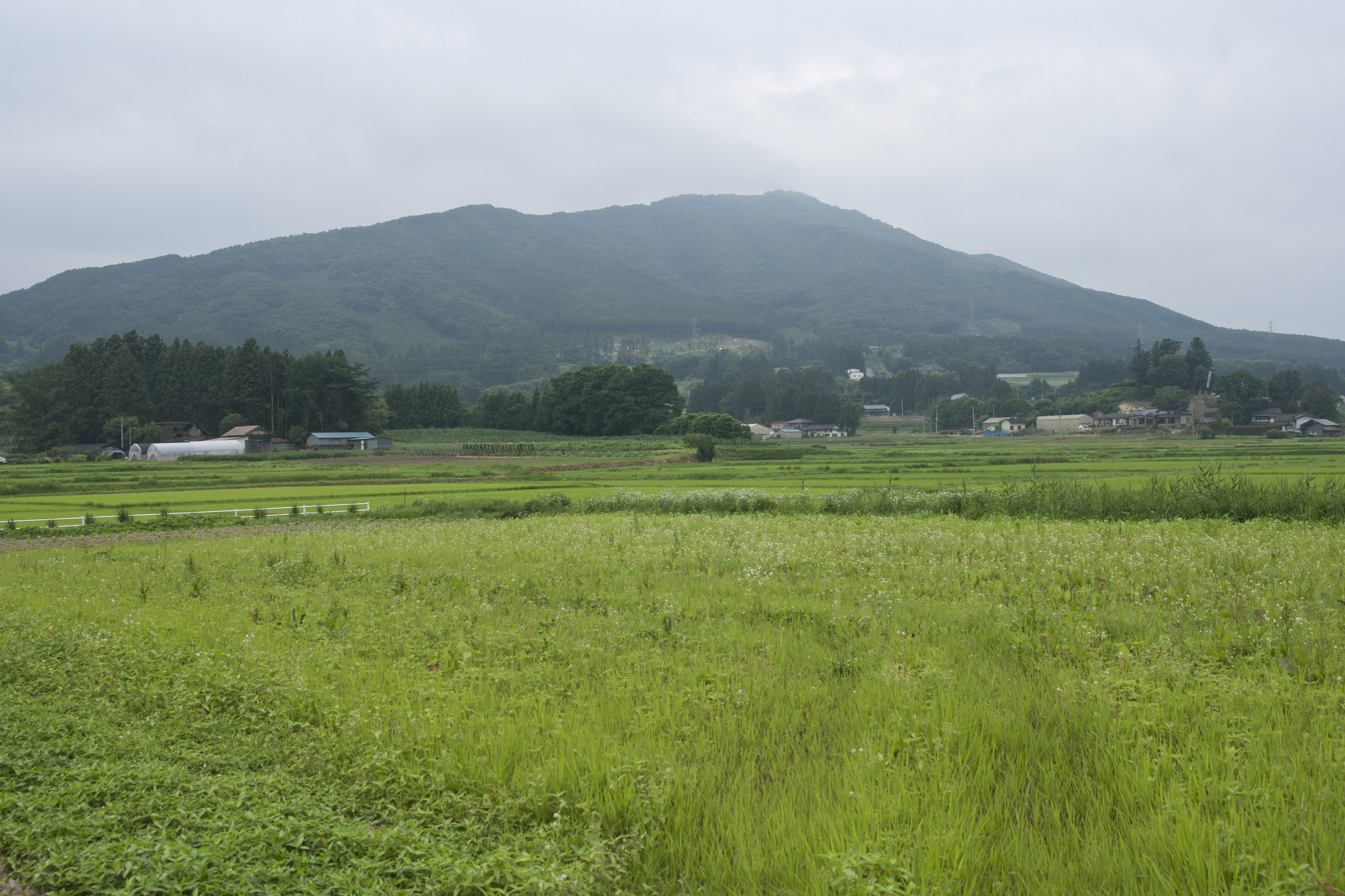
蓬田岳

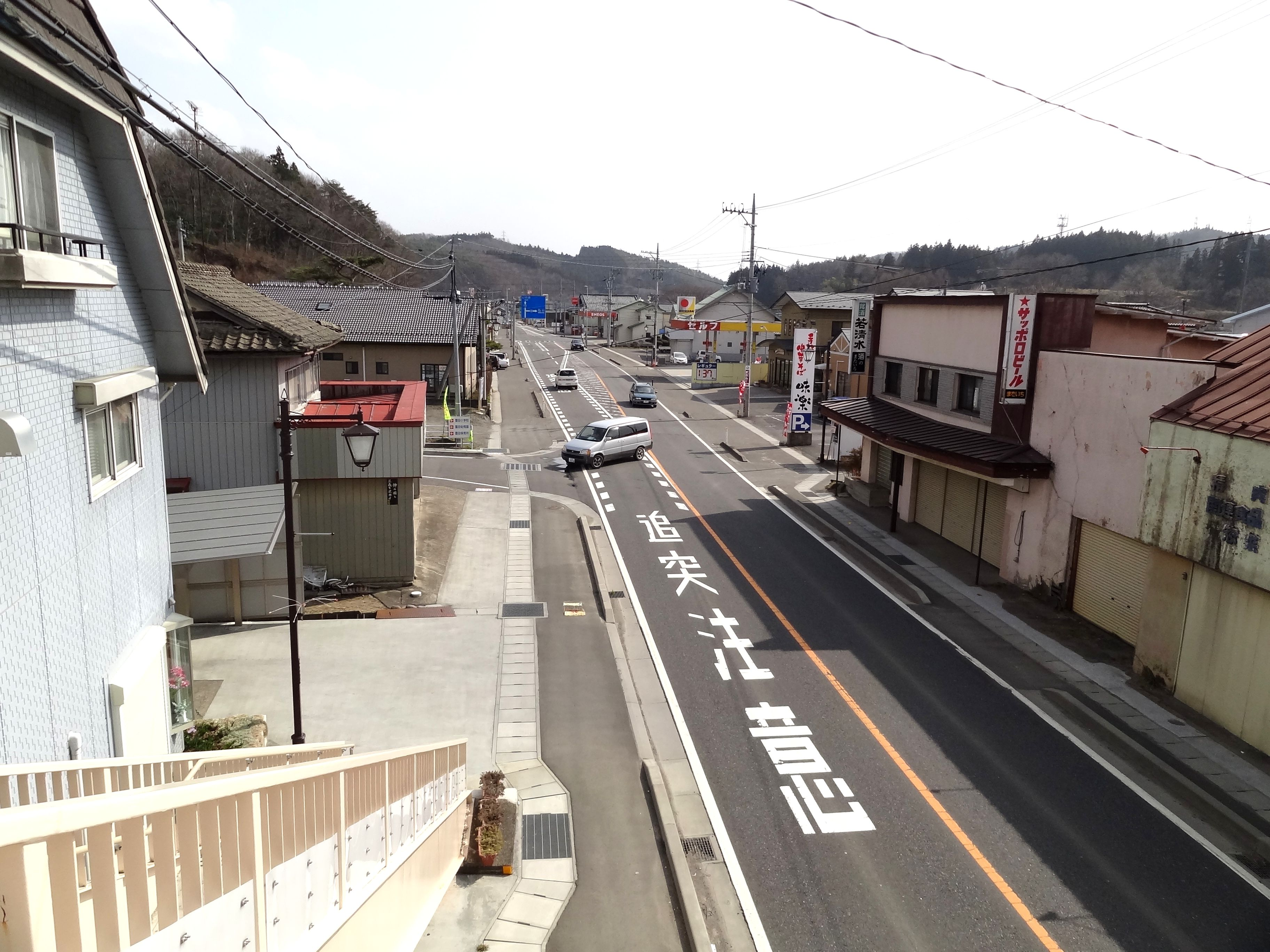
平田村中心部

平田村（ひらたむら）は、福島県中通り東部に位置し、石川郡に属する村。

## 地理
福島県の南部、いわき市と郡山市のほぼ中間に位置する。村域は阿武隈山系の中にあり、西北端に蓬田岳、東南端に芝山があり、標高500mから700mのなだらかな山間地帯となっている。

### 隣接している自治体
- いわき市
- 郡山市
- 須賀川市
- 石川郡玉川村
- 石川郡石川町
- 石川郡古殿町
- 田村郡小野町

## 統計データ

### 現在の村勢
- 総人口 - 7,538人（2005年）
- 世帯数 - 2,032世帯（2005年）
- 年少（15歳未満）人口率 - 14.4%（2005年）
- 高齢（65歳以上）人口率 - 23.7%（2005年）
- 昼間人口 - 6,751人（2000年）
- 労働力人口 - 4,517人（2000年）
- 第1次産業就業者数 - 1,134人（2000年）
- 第2次産業就業者数 - 1,966人（2000年）
- 第3次産業就業者数 - 1,295人（2000年）
- 農業産出額 - 3,500百万円（2004年）
- 製造品出荷額等 - 11,590百万円（2004年）
- 商業年間商品販売額 - 2,842百万円（2003年）

出典
1. 総務省統計局『統計で見る市区町村のすがた2007』2007年

### 人口
| 平田村（に相当する地域）の人口の推移 \| 1970年（昭和45年） \| 9,359人 \| \| \| 1975年（昭和50年） \| 8,825人 \| \| \| 1980年（昭和55年） \| 8,804人 \| \| \| 1985年（昭和60年） \| 8,738人 \| \| \| 1990年（平成2年） \| 8,523人 \| \| \| 1995年（平成7年） \| 8,322人 \| \| \| 2000年（平成12年） \| 7,910人 \| \| \| 2005年（平成17年） \| 7,538人 \| \| \| 2010年（平成22年） \| 6,921人 \| \| \| 2015年（平成27年） \| 6,505人 \| \| \| 2020年（令和2年） \| 5,826人 \| \| |         |  |
| 総務省統計局 国勢調査より |         |  |
| 1970年（昭和45年） | 9,359人 |  |
| 1975年（昭和50年） | 8,825人 |  |
| 1980年（昭和55年） | 8,804人 |  |
| 1985年（昭和60年） | 8,738人 |  |
| 1990年（平成2年） | 8,523人 |  |
| 1995年（平成7年） | 8,322人 |  |
| 2000年（平成12年） | 7,910人 |  |
| 2005年（平成17年） | 7,538人 |  |
| 2010年（平成22年） | 6,921人 |  |
| 2015年（平成27年） | 6,505人 |  |
| 2020年（令和2年） | 5,826人 |  |

## 歴史

### 年表
- 1953年（昭和28年）5月18日 - 国道115号（現在の国道49号）が制定。
- 1955年（昭和30年）3月31日 - 昭和の大合併で小平村と蓬田村が合併し、平田村となる。
- 2004年（平成16年）11月25日 - あぶくま高原道路の平田IC-小野IC間が開通。
- 2015年（平成27年）9月 - 役場庁舎を旧永田小学校校舎へ移転[3]。

### 行政区域変遷
- 変遷の年表

| 平田村村域の変遷（年表） | 平田村村域の変遷（年表） | 平田村村域の変遷（年表） |
| 年                       | 月日                     | 現平田村村域に関連する行政区域変遷 |
| ------------------------ | ------------------------ | --- |
| 1889年（明治22年）       | 4月1日                   | 町村制施行に伴い、以下の村がそれぞれ発足。 - 小平村 ← 小平村・西山村・中倉村・北方村・駒形村・東山村 - 蓬田村 ← 上蓬田村・下蓬田村・蓬田新田村・九生滝村・永田村・鴇子村・小松原村 |
| 1955年（昭和30年）       | 3月31日                  | 小平村・蓬田村が合併し平田村が発足。 |

- 変遷表

| 平田村村域の変遷表 | 平田村村域の変遷表 | 平田村村域の変遷表  | 平田村村域の変遷表 | 平田村村域の変遷表     | 平田村村域の変遷表 | 平田村村域の変遷表 |
| 1868年 以前        | 1868年 以前        | 明治元年 - 明治22年 | 明治22年 4月1日    | 明治22年 - 昭和64年    | 平成元年 - 現在    | 現在               |
| ------------------ | ------------------ | ------------------- | ------------------ | ---------------------- | ------------------ | ------------------ |
|                    | 小平村             | 小平村              | 小平村'            | 昭和30年3月31日 平田村 | 平田村             | 平田村             |
|                    | 西山村             |                     | 小平村'            | 昭和30年3月31日 平田村 | 平田村             | 平田村             |
|                    | 中倉村             |                     | 小平村'            | 昭和30年3月31日 平田村 | 平田村             | 平田村             |
|                    | 上北方村           | 明治15年 北方村     | 小平村'            | 昭和30年3月31日 平田村 | 平田村             | 平田村             |
|                    | 下北方村           | 明治15年 北方村     | 小平村'            | 昭和30年3月31日 平田村 | 平田村             | 平田村             |
|                    | 駒形村             |                     | 小平村'            | 昭和30年3月31日 平田村 | 平田村             | 平田村             |
|                    | 東山村             |                     | 小平村'            | 昭和30年3月31日 平田村 | 平田村             | 平田村             |
|                    | 上蓬田村           | 上蓬田村            | 蓬田村'            | 昭和30年3月31日 平田村 | 平田村             | 平田村             |
|                    | 下蓬田村           |                     | 蓬田村'            | 昭和30年3月31日 平田村 | 平田村             | 平田村             |
|                    | 蓬田新田村         |                     | 蓬田村'            | 昭和30年3月31日 平田村 | 平田村             | 平田村             |
|                    | 九生滝村           |                     | 蓬田村'            | 昭和30年3月31日 平田村 | 平田村             | 平田村             |
|                    | 永田村             |                     | 蓬田村'            | 昭和30年3月31日 平田村 | 平田村             | 平田村             |
|                    | 鴇子村             |                     | 蓬田村'            | 昭和30年3月31日 平田村 | 平田村             | 平田村             |
|                    | 大柿村             | 明治元年頃 小松原村 | 蓬田村'            | 昭和30年3月31日 平田村 | 平田村             | 平田村             |
|                    | 北向村             | 明治元年頃 小松原村 | 蓬田村'            | 昭和30年3月31日 平田村 | 平田村             | 平田村             |

## 経済
基幹産業は農業であり、観光、企業誘致にも力を入れている。

## 教育

### 中学校
- 平田村立ひらた清風中学校

### 小学校
- 平田村立蓬田小学校
- 平田村立小平小学校

## 交通

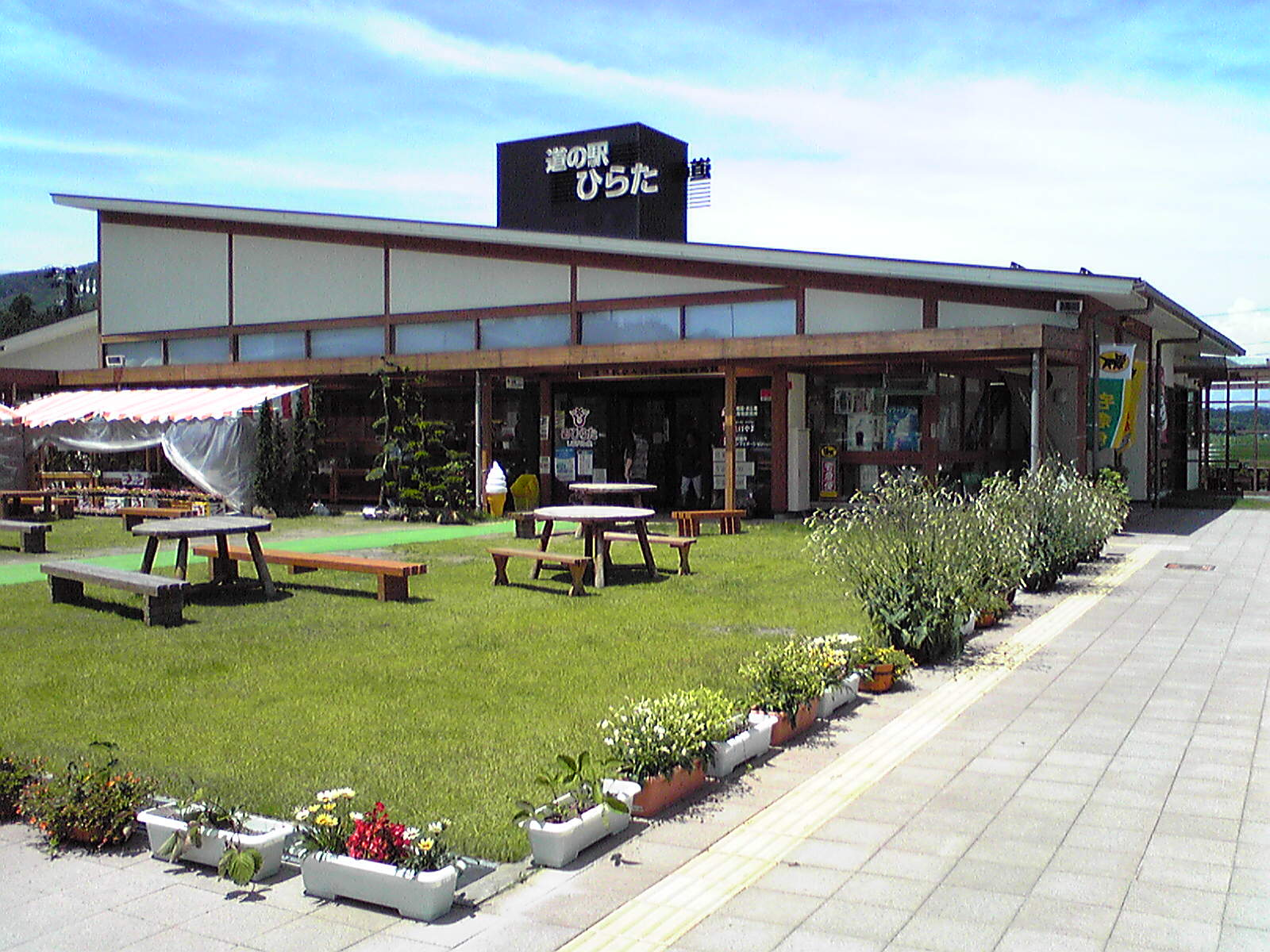
道の駅ひらた

### 鉄道
村内を鉄道路線は走っていない。鉄道を利用する場合の最寄り駅は、東日本旅客鉄道の磐越東線小野新町駅、および水郡線泉郷駅など。

### バス
- 福島交通

### 道路
- 地域高規格道路
  - E80あぶくま高原道路
    - 平田IC - 蓬田PA （計画凍結中）- 平田西IC
- 一般国道
  - 国道49号
  - 国道349号
- 主要地方道
  - 福島県道42号矢吹小野線
- 一般県道
  - 福島県道140号石川鴇子線
  - 福島県道285号北方遅沢線

### 道の駅
- 道の駅ひらた

## 観光
- ジュピアランドひらた
- 芝桜まつり

### 史跡
- 蓬田舘址

石川城主石川成光の次男秀光で文明年間（1469～86）に築城された城郭跡。
- 中倉六地蔵
- 耕林寺宝殿

### 無形文化財
- 駒形じゃんがら念仏踊

駒形地区に古くから伝わる伝統芸能

### 記念日
- 10月3日 - 開拓記念日

## 食文化
- 羊肉料理

平田村では羊肉料理が良く食される。家族が帰省した際などによくジンギスカンが食されている。村では≪羊肉料理 ＝ ご馳走≫と捉えられている。これは1934年〜1935年の冷害凶作による飢饉の際、平田村出身の成功した実業家宗像金吾が羊200頭を寄付し、村民はそれにより飢えをしのいだという歴史がある。村民の羊肉料理への愛情は深く、この村で供されるジンギスカンがとても美味しいと評判を呼び、現在では村の名物となっている。

## 主な出身者
- 榊枝輝文 - 競輪選手